# Gavilea supralabellata
Gavilea supralabellata es una especie de orquídea de hábito terrestre originaria de Chile y Argentina.  Es una especia afín a Gavilea patagonica de la cual se separa por los pétalos lanceolados, agudos, el labelo entero y el color amarillo. Galilea patagonica tiene los pétalos abovados, obtusos , el labelo francamente trilobado y es de color blanco.

## Descripción
Es una planta herbácea de hábito terrestre que alcanza los 20-30 cm de altura. Tiene hojas  de 5-8 cm de longitud por 1-2 cm de ancho. La inflorescencia es más o menos densa, con flores de color amarillo limón. El sépalo dorsal es 3-5 nervado, lanceolado, agudo, algo cóncavo; los sépalos laterales son lanceolados, agudos con una caudícula que a veces en los ejemplares jóvenes se nota muy poco. Los pétalos son lanceolados, agudos y 3-5 nervados. El labelo es entero,  triangular a muy trilobado, cubierto en la base de laminillas falcadas de borde engrosado y oscuro hacia el ápice verrugoso; con 5 nervios longitudinales y nervios ramificados laterales, a veces, el borde lateral algo laciniado, el ápice es carnoso y prominente. La columna es corta y cerrada en su mitad inferior por un verdadero cuello de borde carnoso y coloreado, inmediatamente debajo del cual se inserta el labelo. El ovario es recto con el estigma grande, prominente y redondeado.

## Distribución y hábitat
Esta especie ha sido coleccionada solamente en Santa Cruz en la zona húmeda de la región de los lagos de Argentina y Chile.